# Кастел Роцоне
Кастѐл Роцо̀не (на италиански: Castel Rozzone; на ломбардски: Castel Russù, Кастел Русу) е малкло градче и община в Северна Италия, провинция Бергамо, регион Ломбардия. Разположено е на 140 m надморска височина. Населението на общината е 2869 души (към 2017 г.).